# Petsch Moser
Petsch Moser (ur. 26 stycznia 1960) – szwajcarski narciarz, specjalista narciarstwa dowolnego. Jego największym sukcesem jest srebrny medal w jeździe po muldach wywalczony podczas mistrzostw świata w Tignes. Startował później na pięciu kolejnych mistrzostwach świata jednak nie zbliżył się już do wyniku z Tignes. Zajął 7. miejsce w jeździe po muldach na igrzyskach w Calgary jednak narciarstwo dowolne było wtedy tylko konkurencją pokazową. Na igrzyskach w Albertville zajął dopiero 29. miejsce.
Najlepsze wyniki w Pucharze Świata osiągnął w sezonie 1985/1986, kiedy to zajął 30. miejsce w klasyfikacji generalnej.
W 1998 r. zakończył karierę. Petsch Moser to także nazwa austriackiego zespołu muzycznego.

## Osiągnięcia

### Igrzyska olimpijskie
| Miejsce | Dzień     | Rok  | Miejscowość | Konkurencja      | Zwycięzca       |
| ------- | --------- | ---- | ----------- | ---------------- | --------------- |
| 29.     | 13 lutego | 1992 | Albertville | Jazda po muldach | Edgar Grospiron |

### Mistrzostwa świata
| Miejsce | Dzień     | Rok  | Miejscowość | Konkurencja      | Zwycięzca         |
| ------- | --------- | ---- | ----------- | ---------------- | ----------------- |
| 2.      | 2 lutego  | 1986 | Tignes      | Jazda po muldach | Éric Berthon      |
| 50.     | 3 marca   | 1989 | Oberjoch    | Jazda po muldach | Edgar Grospiron   |
| 15.     | 14 lutego | 1991 | Lake Placid | Jazda po muldach | Edgar Grospiron   |
| 34.     | 13 marca  | 1993 | Altenmarkt  | Jazda po muldach | Jean-Luc Brassard |
| 11.     | 18 lutego | 1995 | La Clusaz   | Jazda po muldach | Edgar Grospiron   |
| 29.     | 8 lutego  | 1997 | Iizuna      | Jazda po muldach | Jean-Luc Brassard |

### Puchar Świata

#### Miejsca w klasyfikacji generalnej
- sezon 1985/1986: 30.
- sezon 1986/1987: 52.
- sezon 1987/1988: 42.
- sezon 1988/1989: 31.
- sezon 1989/1990: 72.
- sezon 1990/1991: 94.
- sezon 1991/1992: 49.
- sezon 1992/1993: 71.
- sezon 1993/1994: 70.
- sezon 1994/1995: 90.
- sezon 1995/1996: 95.
- sezon 1996/1997: 107.
- sezon 1997/1998: 109.

#### Miejsca na podium
1. Lake Placid – 17 stycznia 1986 (Jazda po muldach) – 3. miejsce
2. Whistler Blackcomb – 18 stycznia 1987 (Muldy podwójne) – 3. miejsce